# 福山啓子
福山 啓子（ふくやま けいこ）は日本の劇作家、演出家。

## 人物
東京都生まれ。早稲田大学第一文学部卒。1980年、秋田雨雀・土方与志記念青年劇場入団。文芸演出部所属。日本劇作家協会戯曲セミナー４期・５期卒業。

## 作品
- 脚本・演出「博士の愛した数式」(小川洋子原作、2006年初演)※児童福祉文化賞(厚生労働大臣賞)受賞
- 脚本・演出「野球部員、舞台に立つ！」(竹島由美子原作、2012年初演)
- 演出「田畑家の行方」(高橋正圀作、2013年初演)
- 脚本・演出「あの夏の絵」(2015年初演)
- 作「梅子とよっちゃん」(瀬戸山美咲演出、2017年初演)
- 作「つながりのレシピ」(関根信一演出、2019年4月予定)